# Jean-Georges Vibert
Pour les articles homonymes, voir Vibert.
Jehan Georges Vibert, dit Jean-Georges Vibert, né le 30 septembre 1840 à Paris et mort le 26 juillet 1902 à Paris 9e, est un peintre et dramaturge français.

## Biographie
Jean-Georges Vibert est le fils de Louise-Georgina Jazet et de l'éditeur d’estampes Théodore Vibert, associé d'Adolphe Goupil, fondateur de la maison Goupil & Cie. Il est le petit-fils du rosiériste Jean-Pierre Vibert (1777-1866).
Il commence un apprentissage artistique chez son grand-père maternel, le graveur Jean-Pierre-Marie Jazet. Plus intéressé par la peinture que par la gravure, il entre dans l'atelier de Félix-Joseph Barrias, puis est admis à l'École des beaux-arts de Paris en 1857. Il y reste pendant six ans dans l'atelier de François-Édouard Picot.
Vibert commence à exposer en 1863 au Salon de Paris avec deux œuvres, La Sieste et Repentir, mais cette première expérience fut un relatif échec. Il rencontre le succès les années suivantes et obtient une médaille au Salon de 1864 pour Narcisse changé en Fleur, année où il épouse en premières noces Louise Dietrich (née en 1843), dont il divorcera le 1er juillet 1886.
Médaillé au Salon 1867 et de 1868, il obtient une médaille de troisième classe à l'Exposition universelle de 1878 avec plusieurs aquarelles, dont celle de La Cigale et la Fourmi, remarquée par le New York Times.
Durant la guerre franco-allemande de 1870, Vibert s'engage au sein des tirailleurs de la Seine. Il est blessé à la bataille de Buzenval en octobre 1870, blessure qui lui vaut la Légion d'honneur. En 1882, il sera promu au rang d'officier de ce même ordre.
En 1886, il est membre du jury section Aquarelle-Pastel de la deuxième Exposition internationale de blanc et noir à Paris avec Gustave Boulanger et Émile Lévy.
Le 8 septembre 1887, en deuxièmes noces, il se marie avec la comédienne Marie-Émilie Jolly, dite Mademoiselle Lloyd ou Marie-Émilie Lloyd (1842-1897), et le 21 octobre 1897, il épouse en troisièmes noces Marie Sanlaville (1847-1930) première danseuse de l'Opéra de Paris et mère de l'artiste dramatique et professeur de diction Marguerite Marie Sanlaville (1869-1912).
Vibert présente ses œuvres au Salon jusqu'en 1899. Il y envoie des scènes de genre dixhuitiémistes anecdotiques. Ses tableaux — au ton volontiers ironique — dépeignant des cardinaux dans des situations familières, la tache de vermillon de la soutane de ses modèles attirant particulièrement l'attention, lui valent un grand succès, ce thème étant alors à la mode. La popularité de son travail atteint les États-Unis où il vend ses œuvres à grand prix, notamment à John Jacob Astor IV et William Kissam Vanderbilt. Un grand ensemble de peintures de Vibert est collectionné par Mary Louise Maytag, héritière d'Elmer Henry Maytag (en), pour le compte de l'évêque de Miami Coleman Carroll (en) qui les apprécie beaucoup malgré leurs accents d'anticléricalisme. La collection fut donnée au séminaire de Floride, St. John Vianney College Seminary (en).
Jean-Georges Vibert est inhumé à Paris au cimetière du Père-Lachaise (4e division),.

## Œuvre

### Œuvre théâtrale
- La Tribune mécanique, cours d'éloquence parlementaire, en collaboration avec Étienne-Prosper Berne-Bellecour, interprété par Jules Brasseur au Théâtre du Palais-Royal en 1872.
- Les Chapeaux de conférence, 1874.
- Le Verglas, 1876.
- Chanteuse par amour, opérette créée aux Variétés, 1877.

### Ouvrages
- La Science de la peinture, 1891, 354 p.  — Professeur à l'École des beaux-arts de Paris, Jehan-Georges Vibert écrivit ce volume où il entend exposer « ce qu'on appelle vulgairement : les ficelles du métier », accompagnées de « quelques digressions scientifiques nécessaires parce que certains effets ne peuvent être bien compris si on n'en connaît pas les causes[10] ». Mais, à propos de ceux qui entendent appliquer à la peinture les méthodes de la science et de l'industrie, il estime qu'ils font « grand tort à ceux qui les lisent[11] ».
- La Comédie en peinture, 1902, 506 p.  — L'ouvrage en deux tomes et composé de vingt livres rassemble 50 histoires. Dans les 49 premières, le peintre fait parler ses toiles en utilisant un ton humoristique ; il met en scène couleur et personnages qui font sa marque artistique : le rouge et les cardinaux. La dernière histoire et la seule du livre vingtième, est une autobiographie traitée avec le même humour entre l'auteur et sa conscience. Sur douze pages toujours illustrées, Jehan-Georges Vibert, orphelin de père à l'âge de neuf ans, évoque sa vie d'artiste et ceux qui lui sont chers : sa mère, ses deux grands-pères et son premier maître en peinture[12].

## Collections publiques
- Nemours, Château-Musée : Gulliver enchainé dans l'Ile de Lilliput, 1877, lithographie d'Auguste Laguillermie d'après Vibert, 54,8 × 76,7 cm[13].

## Récompenses et distinctions
- Médailles aux Salons de 1864, 1867 et 1868.
- Médaille de 3e classe à l'Exposition universelle de 1878[14].
- Chevalier de la Légion d'honneur, le 18 juin 1870[15].
- Officier de la Légion d'honneur, le 18 février 1882[15].

## Élèves
- Ferdinand Roybet

Œuvres de Jean-Georges Vibert
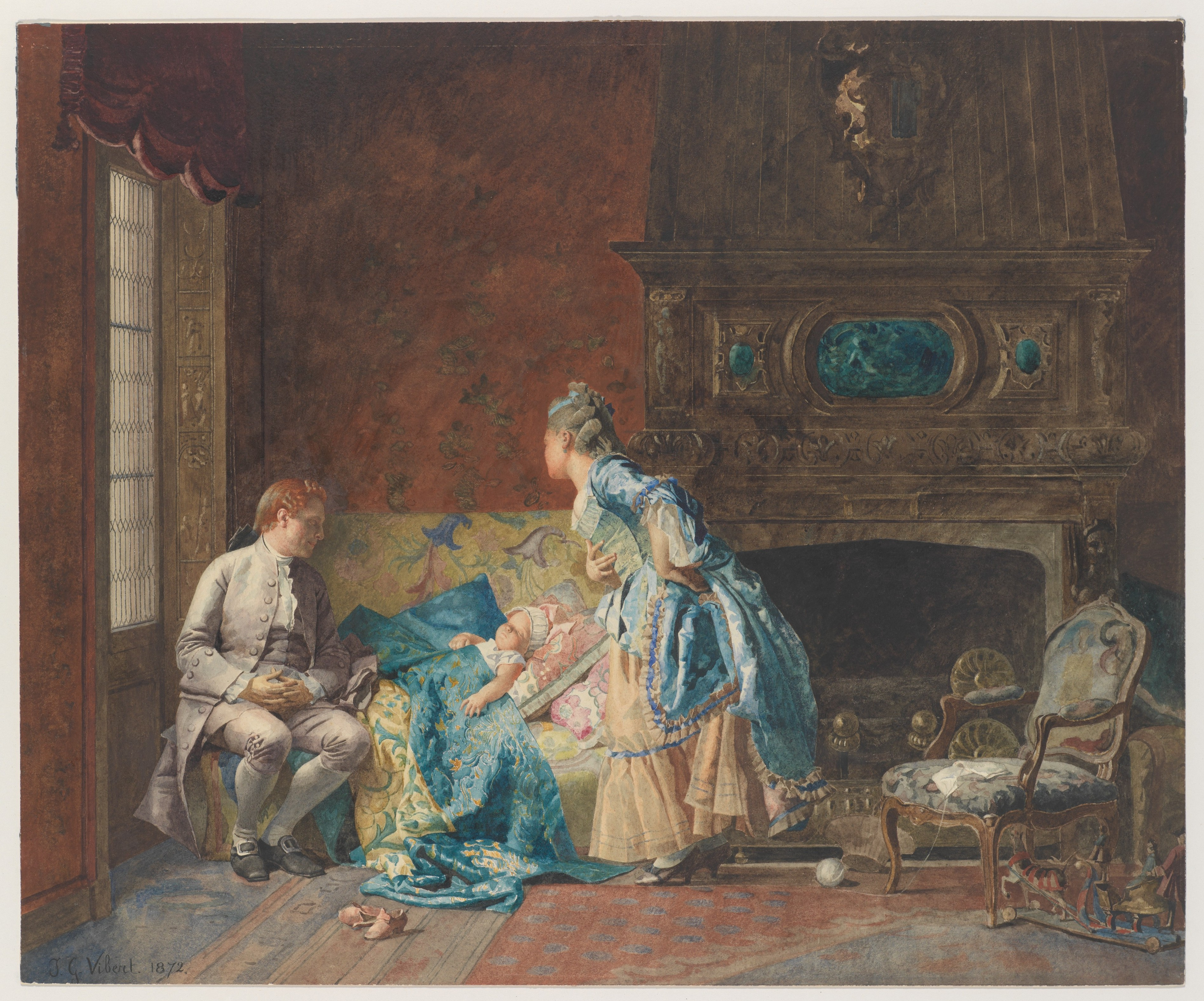
Le Nouveau-né (1872), New York, Metropolitan Museum of Art.
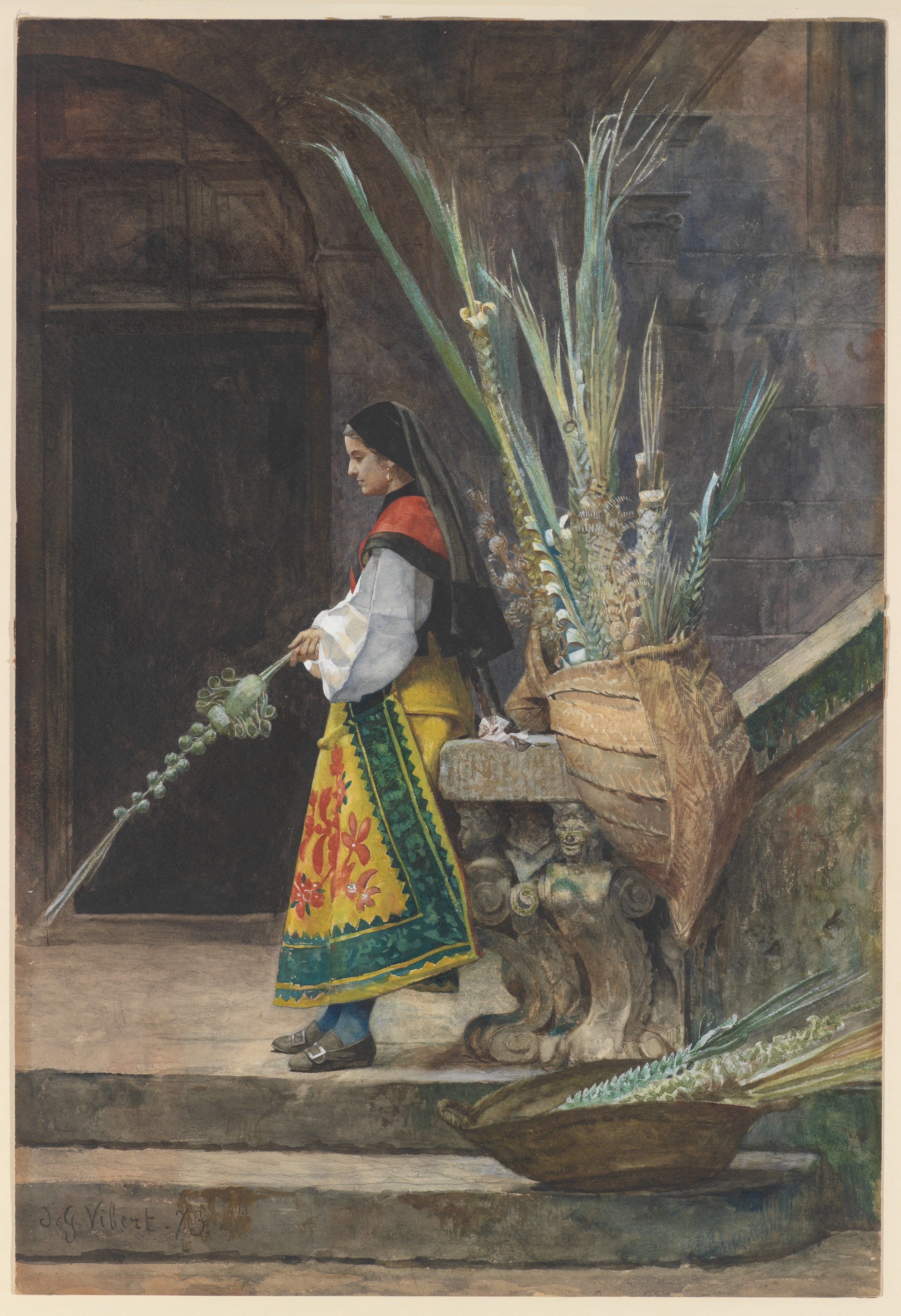
Dimanche des Rameaux en Espagne (1873), New York, Metropolitan Museum of Art.
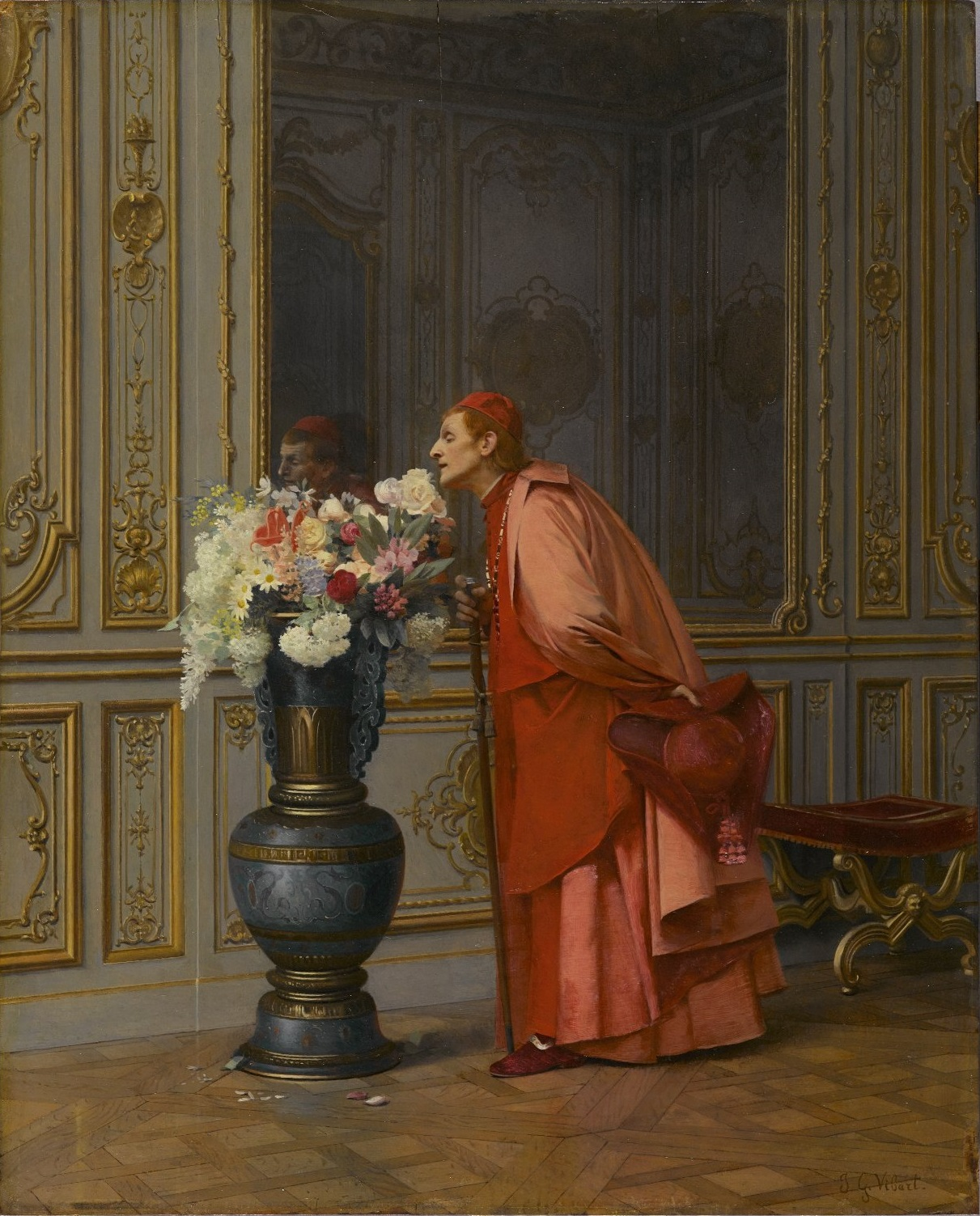
L'Embarras du choix (vers 1873), New York, Brooklyn Museum.
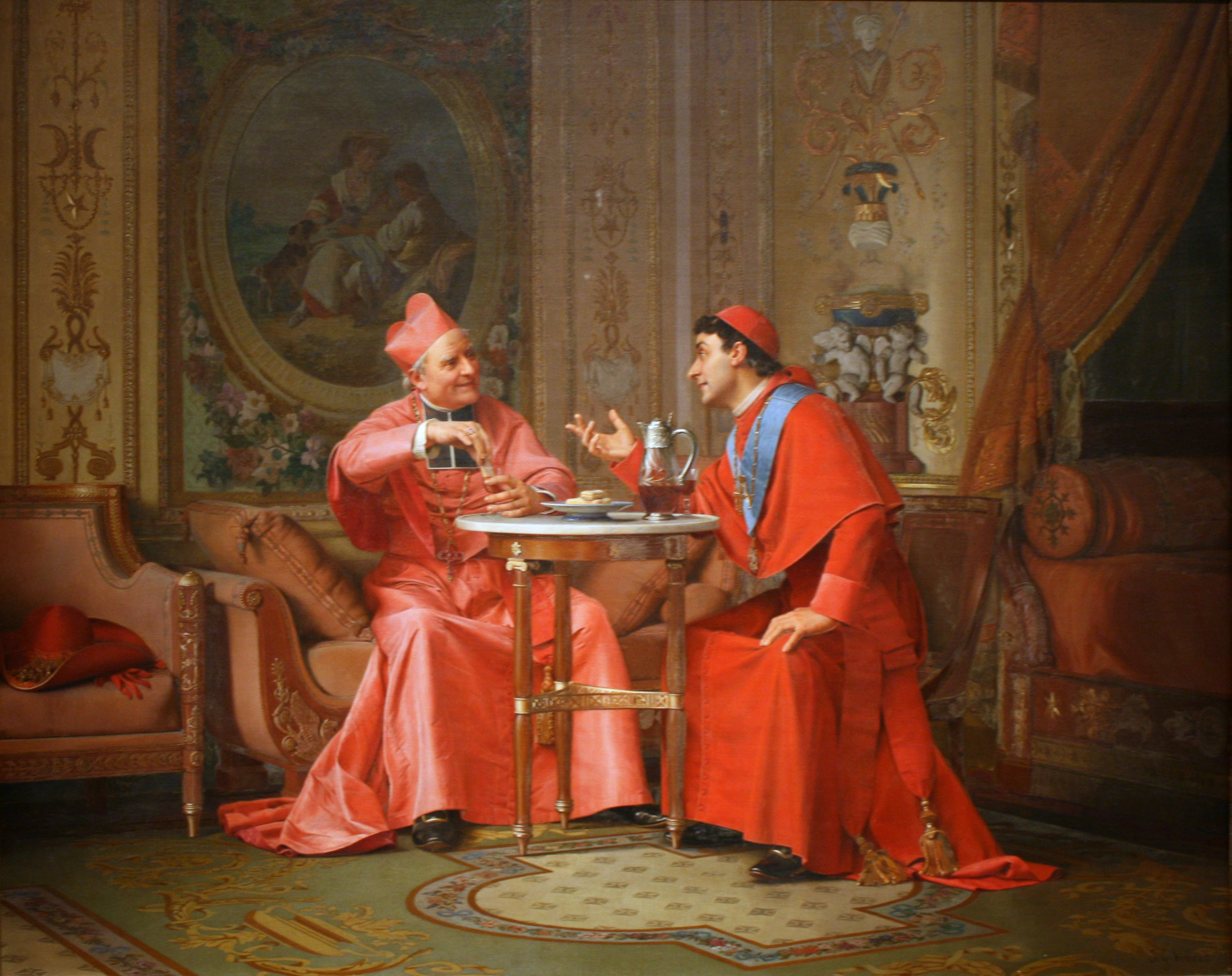
Conversation amicale (vers 1880), musée d'art de La Nouvelle-Orléans.
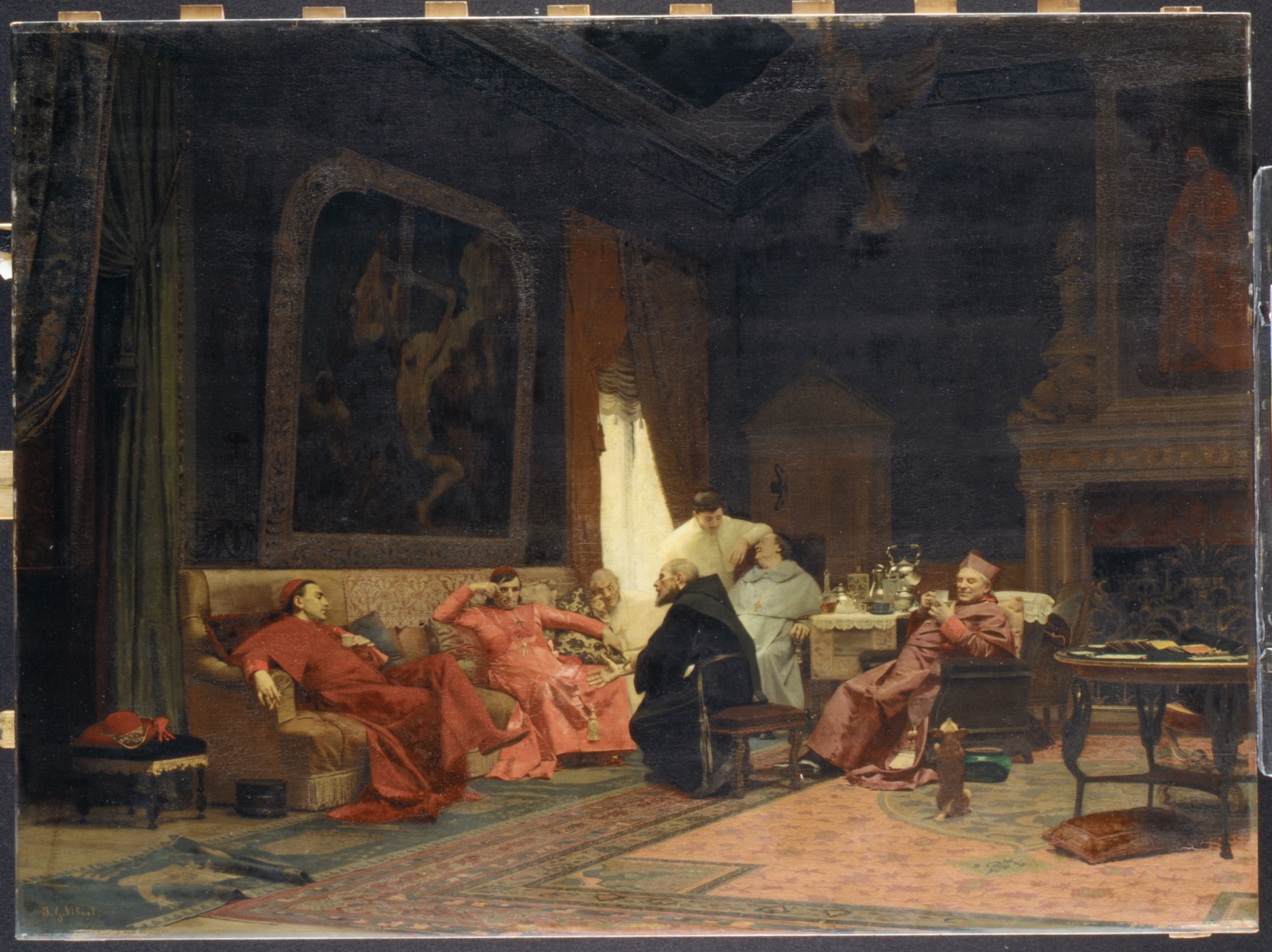
Les Aventures du missionnaire (vers 1883), New York, Metropolitan Museum of Art.
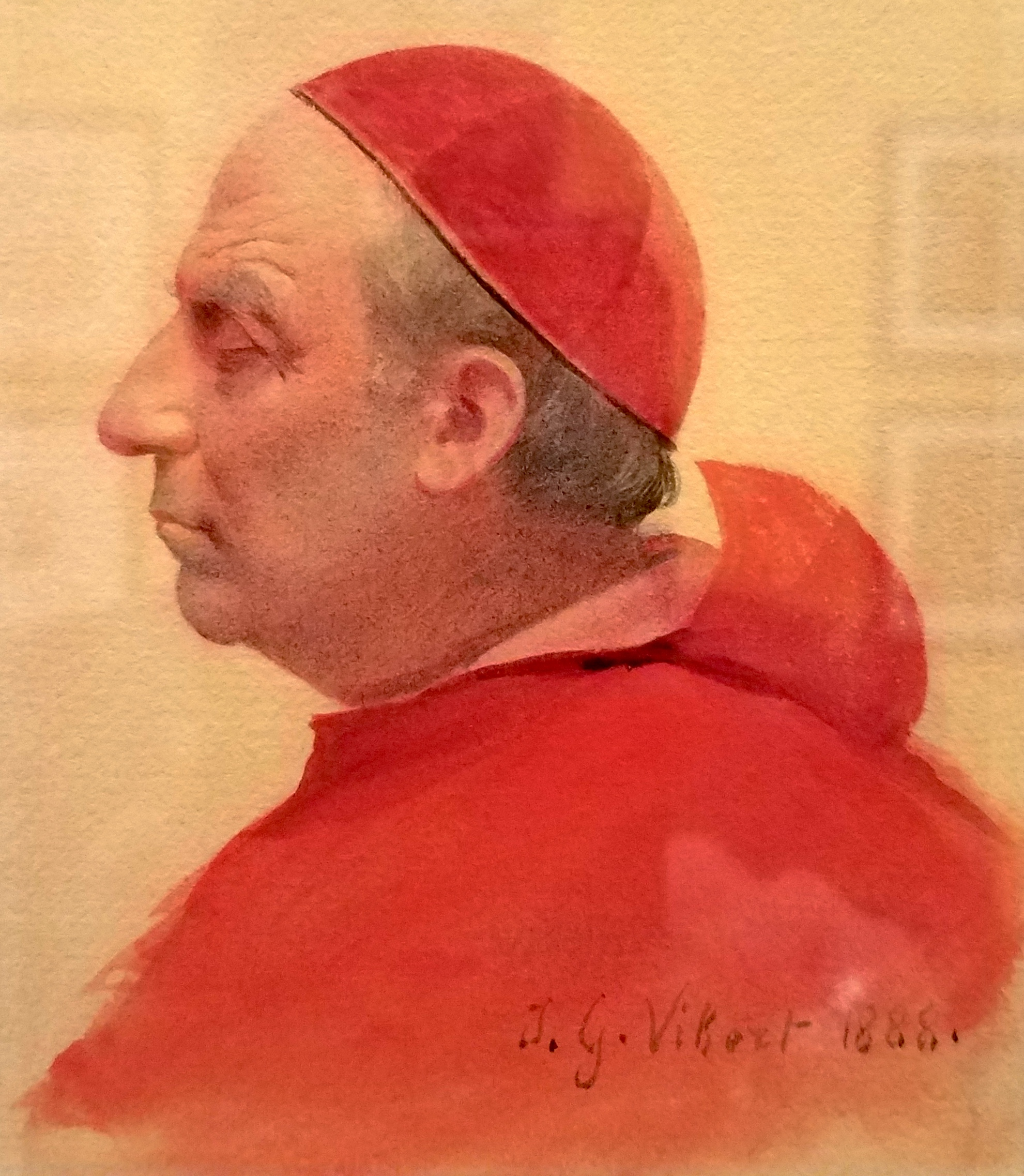
Un cardinal de profil (1888), New York, Morgan Library and Museum.
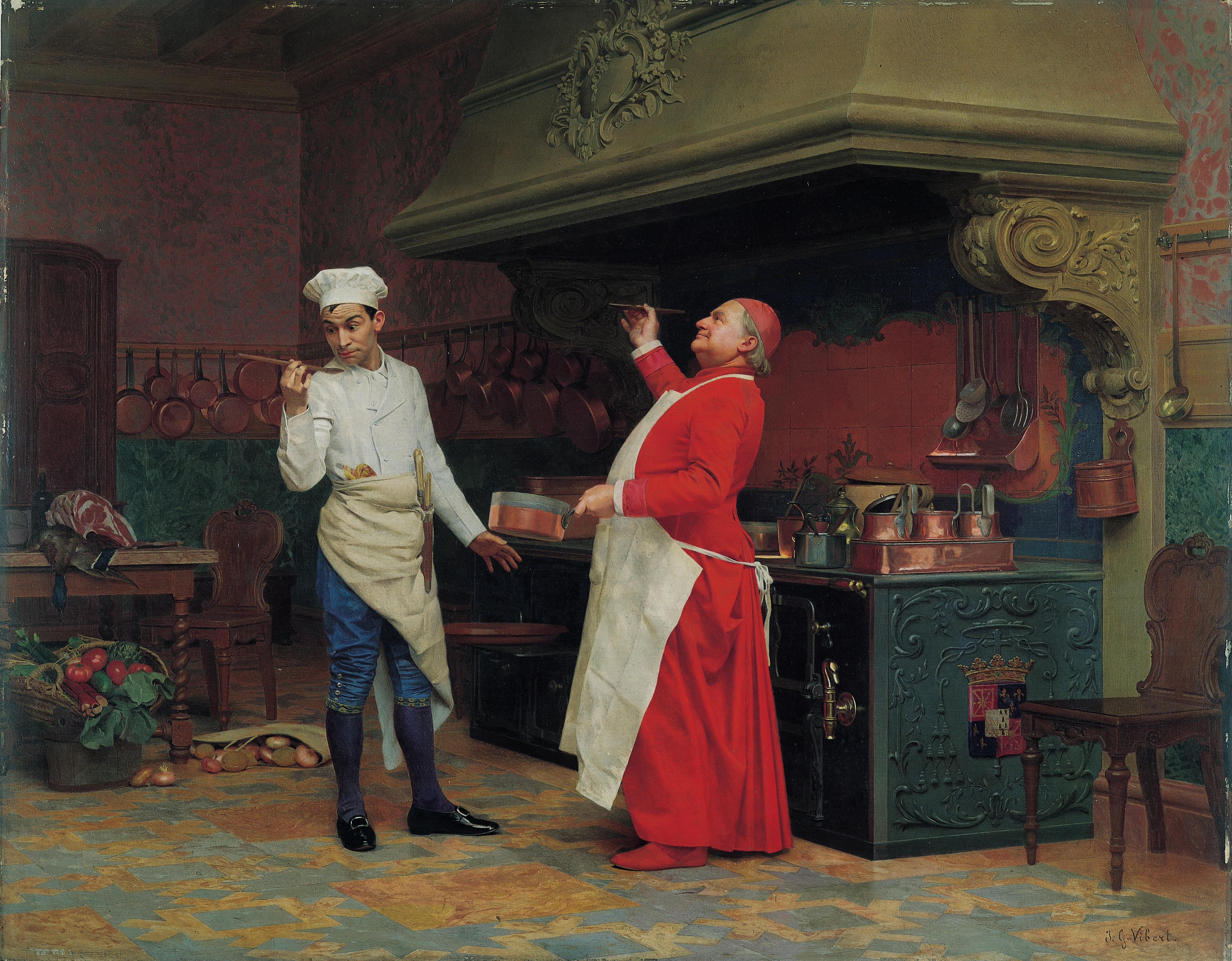
La Sauce merveilleuse (1890), Buffalo, Albright-Knox Art Gallery.
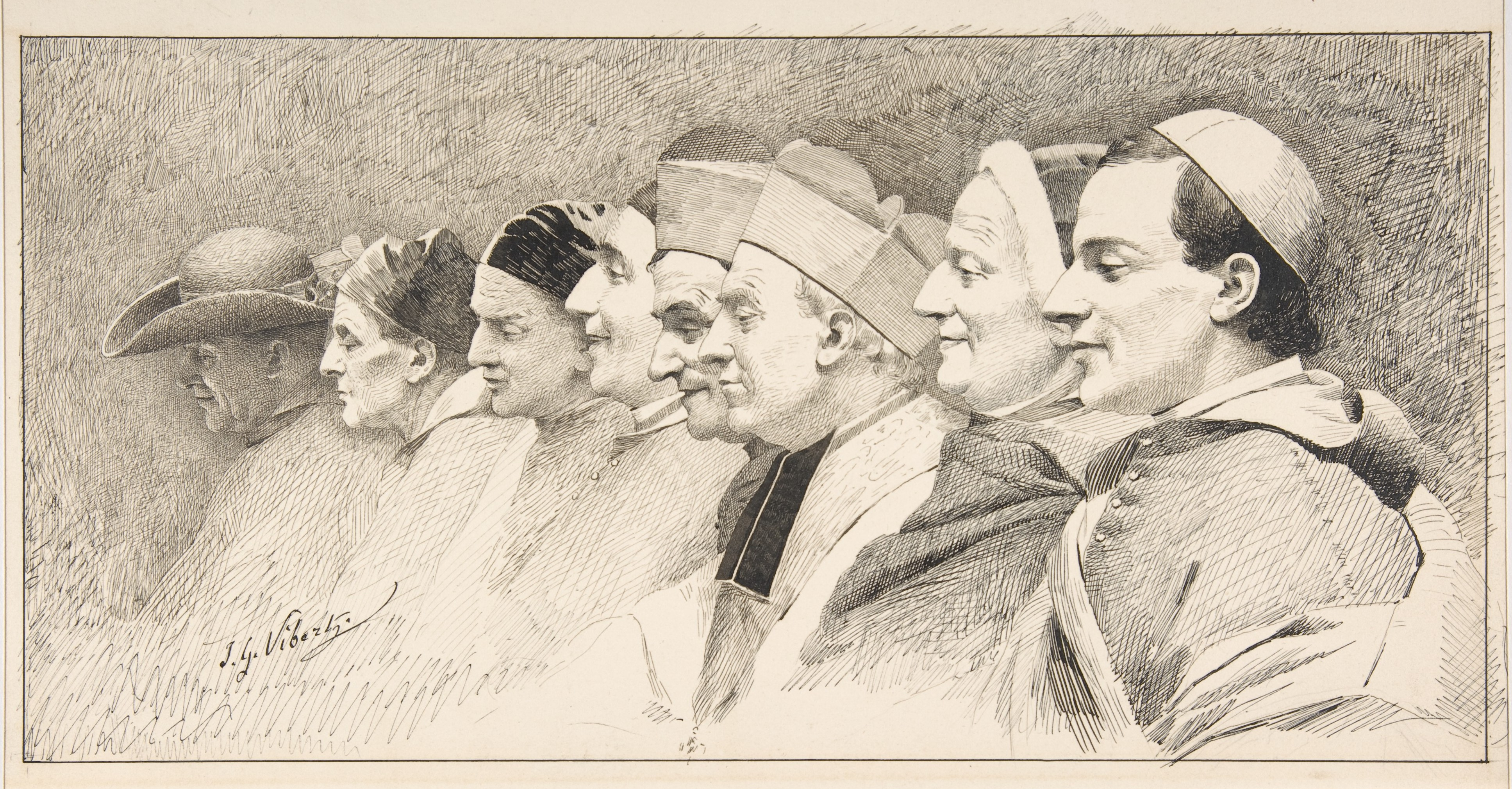
Huit Têtes d'ecclésiastiques, dessin, New York, Metropolitan Museum of Art.
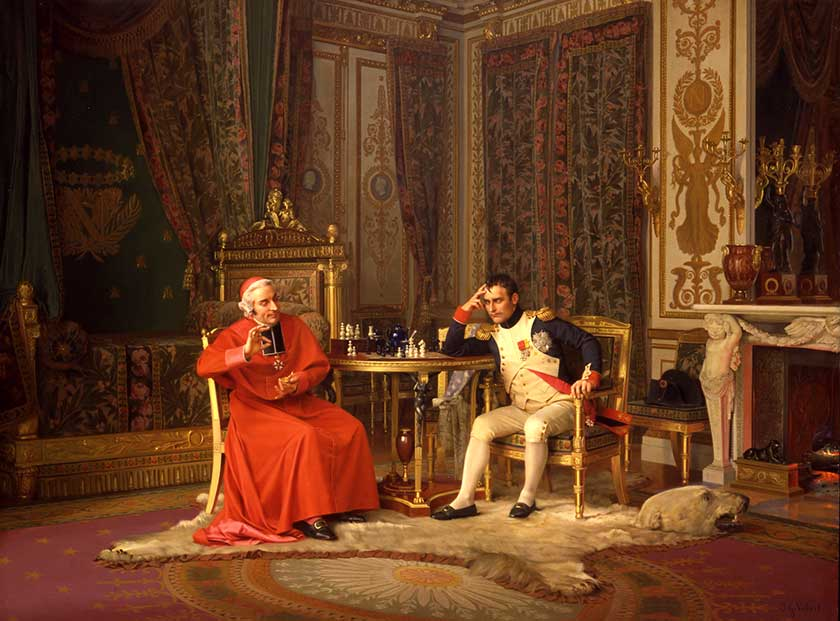
Échec ! ou Napoléon et le cardinal, Stockton, Haggin Museum (en).
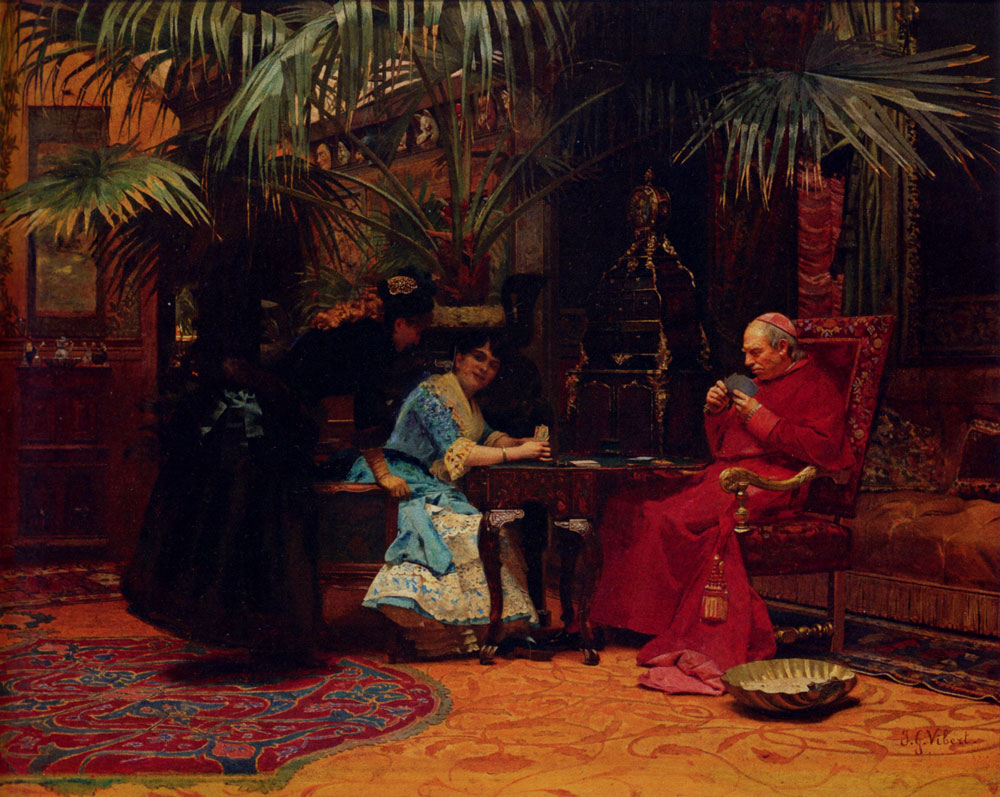
L'Église en danger, localisation inconnue.